# التفاؤل بالأرض
حركة التفاؤل بالأرض هي حركة تعمل على تعزيز النظرة الإيجابية تجاه المشاكل المتعلقة بالقضايا البيئية أو المناخية. توفر حركة التفاؤل بالأرض روايات بديلة عن الأخبار البيئية السيئة السائدة عبر تسليطها الضوء على قدرة البشر على التأثير بشكل إيجابي على البيئة من خلال إجراء تغييرات صغيرة على المستويين الفردي والمجتمعي. تركز الحركة على التقدم التكنولوجي الإيجابي وعلى قصص النجاح البيئية لتسليط الضوء على وجود الأمل بمواجهة التحديات البيئية.
بسبب حوادث من قبيل تدمير البيئات وزيادة الأنواع المهددة بالانقراض والتصاعد السريع لحالة التغير المناخي، يميل الناس بشكل عام للتشاؤم حيال تأثيرات البشر على كوكب الأرض. يسعى نهج حركة التفاؤل بالأرض إلى الحد من العقلية الانهزامية المتعلقة بالبيئة، وقد أصبح نهجها استراتيجيةً شائعةً بشكل متزايد يستخدمها العديد من الأفراد من أجل إبطاء وعكس التأثيرات البشرية السلبية على الأرض.

## نظرة عامة
في عام 2017 أسست نانسي نولتون حركة التفاؤل بالأرض في محاولة لتسليط الضوء على نجاح الإجراءات المحدودة والكبيرة المتخذة لتحسين الأرض. تعقد قمة التفاؤل بالأرض بشكل سنوي منذ عام 2017، وهي نتيجة لحملات الترويج للحملة. تشجع حركة التفاؤل بالأرض الإجراءات المفيدة بيئيًا من خلال إعطاء الناس سببًا للأمل بالتطورات البيئية الإيجابية. من خلال طرح أمثلة عن قصص النجاح. تهدف الحركة إلى إقناع الناس بإمكانية تحقيق تقدم بيئي إيجابي. يهدف برنامج التفاؤل بالأرض إلى تشجيع الناس ليكونوا فاعلين وداعمين ومتحمسين لتحسين البيئة وبرامج تخفيف حدة التغير المناخي.

## الوكالات والمنظمات والأفراد المروجون لحركة التفاؤل بالأرض
تتمثل مهمة مؤسسة سيمثسونيان للحفاظ على التنوع البيولوجي المشترك في تطبيق «الخبرة الثقافية والعلمية لمعهد سيمثسونيان» لتحقيق نتائج ذات أهمية حقيقية في الحفاظ على التنوع البيولوجي والنظم البيئية للأرض». تتمثل آلية نجاح مؤسسة سيمثسونيان للحفاظ على التنوع البيولوجي المشترك في قدرتها على إنشاء شبكة متعددة الاختصاصات من الخبراء وإشراكهم في العمل وتحقيق التأثير على التغير في المشكلات البيئية اليومية. تركز مؤسسة سيمثسونيان للحفاظ على التنوع البيولوجي المشترك على أربعة مجالات رئيسية للاستدامة، وهي: حركة التفاؤل بالأرض، حركة تهدف لتغيير مفاهيم الحديث عن الحفاظ على البيئة ولإيجاد وسائل لحل مشاكل البيئة؛ وحركة الحياة التي تبحث عن الحركات واسعة النطاق للأنواع والنظم الإيكولوجية وتبلغ عنها؛ ونظم الغذاء المستدامة، وهو مجال يركز على مارسات الحياة الواقعية التي تشجع الخيارات الغذائية المستدامة والتي يمكن الحصول عليها مع الحفاظ على الموارد الطبيعية؛ ومجال الأراضي العاملة ومناظر البحار الذي يركز على البحث في الممارسات المستدامة في الأراضي البرية والمائية المزروعة والعمل على تنفيذها.
مبادرة كامبريدج للحفاظ على البيئة (CCI) هي تعاون فريد بين جامعة كامبريدج ومنظمات الحفاظ على التنوع البيولوجي الرائدة وذات الانتشار والتركيز الدولي ويقع مقرها في مدينة كامبريدج في المملكة المتحدة وحولها. يمثل شركاء مبادرة كامبريدج للحفاظ على البيئة معًا مصدرًا لا نظير له للمعرفة والخبرة في المواضيع ذات الصلة بالحفاظ على التنوع البيولوجي، وقد عمل شركاء المبادرة معًا في مشاريع في أكثر من 180 دولة حول العالم، وامتلكوا حتى الآن خبرة مشتركة تصل إلى 250 عام. تعد مدينة كامبريدج الجامعية في المملكة المتحدة مركزًا لأكبر مجموعة من منظمات الحفاظ على البيئة في العالم. يقع مقر مبادرة كامبريدج للحفاظ على البيئة في حرم الحفاظ على البيئة في مبنى ديفيد أتينبارا، حيث يمكن للقادة في الأوساط الأكاديمية والأعمال التجارية والحكومية والمنظمات غير الحكومية التفاعل والعمل معًا.

## أفراد مؤثرون
نانسي نولتون: الدكتورة نانسي نولتون، رئيسة قسم علوم البحار في معهد سميثشونيان، وهي عالمة بيولوجيا مرجانية وكاتبة، واشتهرت بتأليفها لعدد من الكتب الذي ذاع سيطها، وأهمها «مواطنو البحر». في هذا الكتاب تناقش نولتون مبادرة إحصاء الحياة البحرية التي كانت بمثابة جهد عالمي لتفسير التنوع البيولوجي الموجود في محيطات العالم. في عام 2014 شاركت نولتون بإطلاق وسم #OceanOptimism الذي كان أحد وسائل العمل على زيادة التفاؤل ببيئة كوكب الأرض على وسائل التواصل الاجتماعي من أجل تشجيع الجهود الإيجابية الهادفة للحفاظ على البيئة البحرية. تسبب النجاح الذي حققه وسم #OceanOptimism بتسلّم مؤسسته، نولتون، منصب الرئيس المشارك لقمة التفاؤل بالأرض التي ينظمها معهد سميثشونيان في عام 2017.